# Station Wallington
Wallington is een spoorwegstation van National Rail in Sutton in Engeland. Het station is eigendom van Network Rail en wordt beheerd door Southern. 
Het station werd geopened op 10 mei 1847 door de London, Brighton and South Coast Railway onder de naam Carshalton. Deze naam werd in 1868 gewijzigd in 'Wallington' toen een nieuw station met de naam Carshalton werd geopened bij Carshalton village. In 2009 werd het station gerenoveerd, waarbij de twee perrons werden verhoogd.